# Figurer i Family Guy
Denne artikel indeholder en liste over Figurer i Family Guy, både hovedpersoner samt de vigtigste bipersoner. Der vil stå en kort beskrivelse af personernes funktion som karakter i serien. Der vil blive gøres opmærksom på, hvis en figur ikke længere optræder i serien; eksempelvis på grund af dødsfald.

## Familien Griffiin/Pewterschmidt Stamtræ
Nedenfor ses et stamtræ over både Griffin- og Pewterschidt-familien.

## Hovedpersoner
Disse personer er seriens kerne, selve familien optræder næsten alle i hvert et afsnit, naboerne optræder ofte i serien.

### Familien Griffin
- Peter Lowenbrau Griffin/Sebastian, kort Peter Griffin (født i 1966) er overhovedet i Griffin-husstanden og seriens hovedperson. Han er overvægtig, barnlig, ubegavet og ikke særlig smart, men mener altid selv, at han er den, der ved bedst. Han er gift med Lois, far til Meg (selvom det i afsnittet Screwed the Pooch antydes, at hendes biologiske far er en mand ved navn Stan Thompson,) Chris, Stewie og Bertram, selvom han og familien (med undtagelse af Stewie) er uvidende om Bertrams eksistens, da han er et resultat af en af flere af Peters "donationer" til en sædbank. Hans bedste ven er hunden, Brian. Seth MacFarlane, seriens skaber og primære manuskriptforfatter, lægger stemme til ham.

- Lois Griffin er gift med Peter Griffin og mor til deres tre børn Chris, Meg og Stewie. Hun er den fornuftige og sanselige. 
Lois Griffin er født ind i den utroligt rige familie Pewterschmidt. I familiens Country Club mødte hun første gang Peter, da han arbejde som en af familiens mange tjenere. Her forelskede hun sig i ham, da han adskilte sig fra de rige og snobbede mennesker, hun ellers omgik. Som ung ønskede Lois sig en tilværelse som fotomodel, men da hendes far mente, at det var nedværdigende for familien, blev det ikke til noget. Hun er hjemmegående og passer Stewie frem for at have en udearbejdende karriere. Hun tjener dog lidt ved at undervise i klaverspil. Stemmen bag Lois Griffin er Alex Borstein

- Megatron Griffin, kort Meg Griffin, er Peter og Lois Griffins ældste barn. Hun har to yngre brødre, Chris og Stewie. Hun bliver portrætteret som en problemfyldt, usikker teenager, som alle af en eller anden grund hader. Årsagen er muligvis - som det flere gange bliver antydet - at hun var resultatet af en uønsket graviditet. I seriens første sæson lagde Lacey Chabert stemme til hende, mens Mila Kunis gjorde det i de efterfølgende. 
I Family Guys parodier på Star Wars spiller Meg Griffin dianoga (monster i Dødsstjernens affaldskomprimeringsanlæg) i Blue Harvest, i Something, Something, Something, Dark Side en asteroidehørende space slug, og i It's a Trap! Sarlaccen.

- Christopher Cross Griffen, kort Chris Griffin, er Peter og Lois Griffins søn. Han er bror til Meg og Stewie Griffin og halvbror til Bertram. I serien lægger Seth Green stemme til Chris. Chris mangler sund fornuft og intelligens og er temmelig naiv, men har adskillige skjulte talenter; specielt artistisk formåen og en evne til lejlighedsvis at levere yderst indsigtsfulde kommentarer ud af det blå (som set i afsnittet "Fifteen Minutes of Shame.")

- Stewart Gilligan Griffin, kort Stewie Griffin er Peter og Lois Griffin yngste barn, og han er bror til Meg og Chris. Seriens skaber, Seth MacFarlane, lægger stemme til Stewie. Stewie besidder et enormt intellekt og taler engelsk med en britisk accent, der minder om en ond Rex Harrisons. Han er ondsindet og kynisk. Han forsøger, især i de første afsnit, at dræbe sin mor, Lois. Han har desuden en generel opførsel og personlighed som en "James Bond-skurk" og skulle, i følge seriens skaber, være Rex Harrison som et vidende/bevidst spædbarn. Stewie er serien igennem omkring et år gammel, har en enorm viden og udviser endeløs kynisme.

- Brian Griffin er familien Griffins hund (mere præcist er den en hund, der vælger at leve med familien.) Han kan gå oprejst og kan ligesom Stewie Griffin også tale. Han er på kanten til at være alkoholiker, har en svaghed for småt begavede blondiner, og er desuden tidligere kokainafhængig. Han er intellektuelt begavet og drømmer om at blive forfatter. Han fungerer på mange måder som det fornuftige medlem af familien. Brian kom til familien, da han som hjemløs pudsede ruder på biler ved motorvejsafkørsler og mødte Peter Griffin, der ikke kunne betale med penge og derfor tilbød Brian at komme med hjem og spise hos familien. Brian dør i afsnittet "Life of Brian" i sæson 12, men i et senere afsnit tager Stewie tilbage i tiden og forhindrer Brians død, hvorefter Brian vender tilbage til serie igen. Seriens skaber, Seth MacFarlane, lægger stemme til Brian.

### Nabolaget på Spooner Street
- Glenn Quagmire er nabo til familien Griffin på Spooner Street. Han er en ungkarl, som lever playboy-stilen. Han har haft et utal af affærer men kun meget få egentlige forhold. Han er blevet sprøjtet med peberspray så mange gange af forulempede kvinder, at han efterhånden er blevet immun overfor virkningen. Quagmire arbejder til dagligt som pilot. Seriens skaber Seth MacFarlane lægger stemme til ham, og selv siger han, at inspirationen til hans stemme, kom fra 1970'ernes radioværter som snakkede hurtigt med komprimeret stemme. Navneordet "quagmire" kan i øvrigt oversættes med "hængedynd" eller "bundløs sump".

- Joe Swanson (stemme af Patrick Warburton) – er Bonnie Swansons mand og familiens genbo. Han arbejder som retfærdighedselskende politimand på trods af, at han sidder i rullestol, fordi han blev skudt under et røveri. Joe er seriens macho-man, som nægter at lade sig slå ud af sit handicap, men i stedet har trænet sig op til at kunne alting ligeså godt - ofte endda bedre - end ikke-handicappede personer. Han bliver altid rasende, hvis nogen antyder, at han er følsom eller svag, og hvis det viser sig, at der er noget han ikke kan, bliver han ofte i dårligt humør.

- Bonnie Swanson (stemme af Jennifer Tilly) er Joe Swansons rolige og bløde kone. Hun har været gravid siden sin første optræden i A Hero Sits Next Door i sæson en til Ocean's Three and a Half i sæson syv, hvor hun fødte sin datter Susie Swanson (det første barn var Kevin Swanson) som Stewie Griffin er forelsket i. I sæson 4 i blind ambition påpeger Peter Griffin, at hun har været gravid i ni år.

- Cleveland Brown boede på Spooner Street sammen med sin hustru Loretta Brown som genboer til familien Griffin. Senere i serien flytter han væk fra Quahog for at begynde et nyt liv, hvilket resulterede i en spin-off-serie, The Cleveland Show. Cleveland fungerede som seriens rolige og tilbagelænede karakter, han er den jordnære ven, som er kendetegnet ved at snakke langsomt og afdæmpet. Han tager tingene, som de kommer, og stresser meget sjældent. Mike Henry lægger stemme til figuren.

- Loretta Brown er til at begynde med Cleveland Browns kone og bor sammen med ham overfor familien Griffin. Hun er seriens genstridige kvinde, hun er skrap og ved hvad hun vil have. Hun bliver senere separeret med Cleveland og flytter væk.

## Bipersoner
Disse personer er de vigtigste bipersoner i serien, de optræder jævnligt i serien.
- Barbara Pewterschmidt er gift med Carter Pewterschmidt, med hvem hun har døtrene Lois Griffin og Carol Pewterschmidt, samt sønnen Patrick Pewterschmidt. Hun er modsat sin mand sympatisk, og støtter Lois i hendes valg i livet.
- Carter Pewterschmidt er far til Lois Griffin. Han er en usympatisk karakter, som ser ned på sine fattige medmennesker, heriblandt sin egen svigersøn Peter Griffin, som han mildest talt ikke kan fordrage. Carter Pewterschmidt er gift med Barbara Pewterschmidt. De lever et velhavende liv uden for byen Quahog. Ud over Lois har de også datteren Carol og sønnen Patrick.
- John Herbert
- Mort Goldman (stemme af John G. Brennan) er en jøde, der ejer et apotek, og er en af Peters venner og har rødder i Polen. Han er gift med Muriel Goldman og er far til Neil Goldman. Hans kendetegn er, at han desuden er en kronisk hypokonder og neurotisk.
- Muriel Goldman (stemme af Nicole Sullivan) har en lighed med hendes mand Mort Goldman og er mor til Neil Goldman.
- Neil Goldman er Mort og Muriels nørdede søn. Neil er en stereotyp nørd, der er forelsket i Meg Griffin, men hun gengælder ikke hans følelser. Seth Green har lagt stemme til ham.
- Kevin Swanson
- Susie Swanson
- Tom Tucker er nyhedsvært på "Channel 5 News".
- Diane Simmons
- Tricia Takanawa arbejder som nyhedsreporter på Channel 5 News, hvor hun reporterer fra Quahogs brandpunkter.
- Ollie Williams er en hurtig talende sort mand, der arbejder på Quahog news station. Ollie taler aldrig i mere end 1-3 sekunder og taler altid hurtigt og larmende. Han har en lighed med Al Roker.
- Borgmester Adam West
- Bruce
- Consuela
- Døden
- Doktor Elmer Hartman
- James Woods
- Jasper
- Rupert